# Jim Nevin
Jim Nevin (Melbourne, 1931. január 26. – 2017. augusztus 10.) ausztrál kerékpárversenyző, olimpikon.

## Pályafutása
Részt vett az 1952-es helsinki és az 1956-os melbourne-i olimpián. 1953-ban négy szakaszgyőzelmet ért el a Tour of Ireland-on.